# 증점제

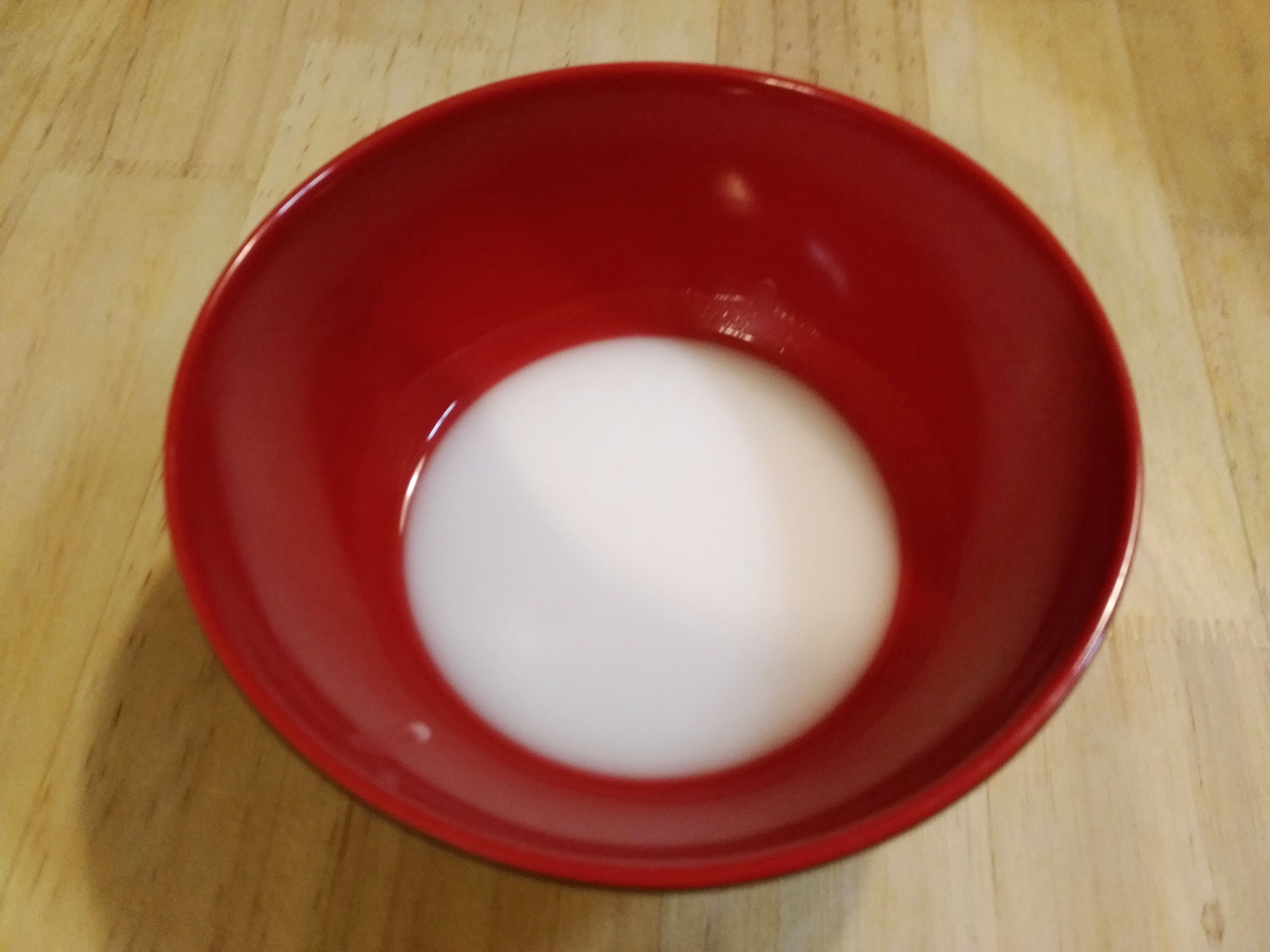
감자녹말물

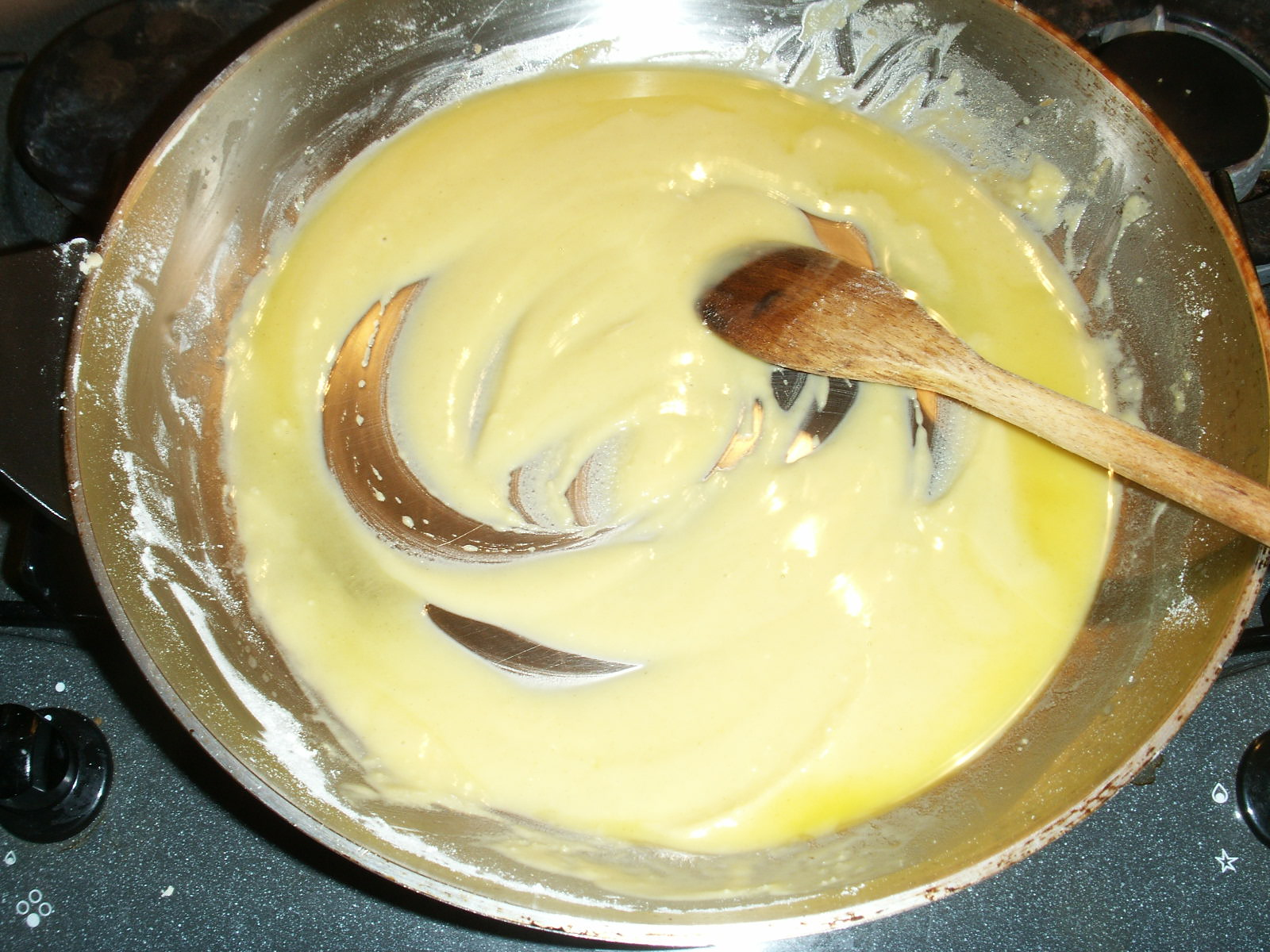
루

증점제(增粘劑, 영어: thickening agent, thickener) 또는 증점안정제(增粘安定劑)는 액체의 점성을 증가시키는 물질이다. 식용 증점제는 소스나 수프 등 음식을 걸쭉하게 만드는 데 쓰인다. 그 외에 증점제는 페인트, 잉크, 폭발물, 화장품 등에도 쓰인다.

## 종류

### 식용 증점제
- 루
- 알긴산
- 우무
- 녹말
- 칡가루
- 콜라겐
- 펙틴

## 같이 보기
- 젤
- 층밀림 두꺼워지기(shear thickening)
- 층밀림 얇아지기(shear thinning)
- 시너(paint thinner)